# Phylloscopus ibericus
Il luì iberico (Phylloscopus ibericus Ticehurst, 1937) è un uccello passeriforme della famiglia delle Phylloscopidae.

## Tassonomia

Distribuzione di P. ibericus: area nativa in verde, area di migrazione in azzurro, area di svernamento in blu

Un tempo P. ibericus era considerato una sottospecie del luì comune (Phylloscopus collybita). In seguito si è deciso di classificarlo come specie separata poiché presenta le seguenti caratteristiche rispetto al luì comune:
- Colore del piumaggio più chiaro
- Groppone più tendente al verde
- Zona posteriore più tendente al giallo[3]
- Differente vocalizzazione
- Differenti sequenze di DNA mitocondriale

## Descrizione
È lungo circa 10-11 centimetri e pesa mediamente 7-8 grammi. Presenta un supercilium olivaceo; il suo viso e la sua gola sono di colore giallo scuro ma intenso. Le ali sono piuttosto appuntite e la coda è più larga di quella della specie simile P. collybita.

## Distribuzione e habitat
È endemico in Portogallo, Spagna e una parte dell'Africa settentrionale; il suo areale si estende grossomodo a ovest dei Pirenei occidentali e dell'Atlante Telliano. La popolazione più ampia è presente in Spagna, dove si stima che vivano tra le 340 000 e le 400 000 coppie di luì iberico in età riproduttiva.